# Hammer-Aitov-Projektion

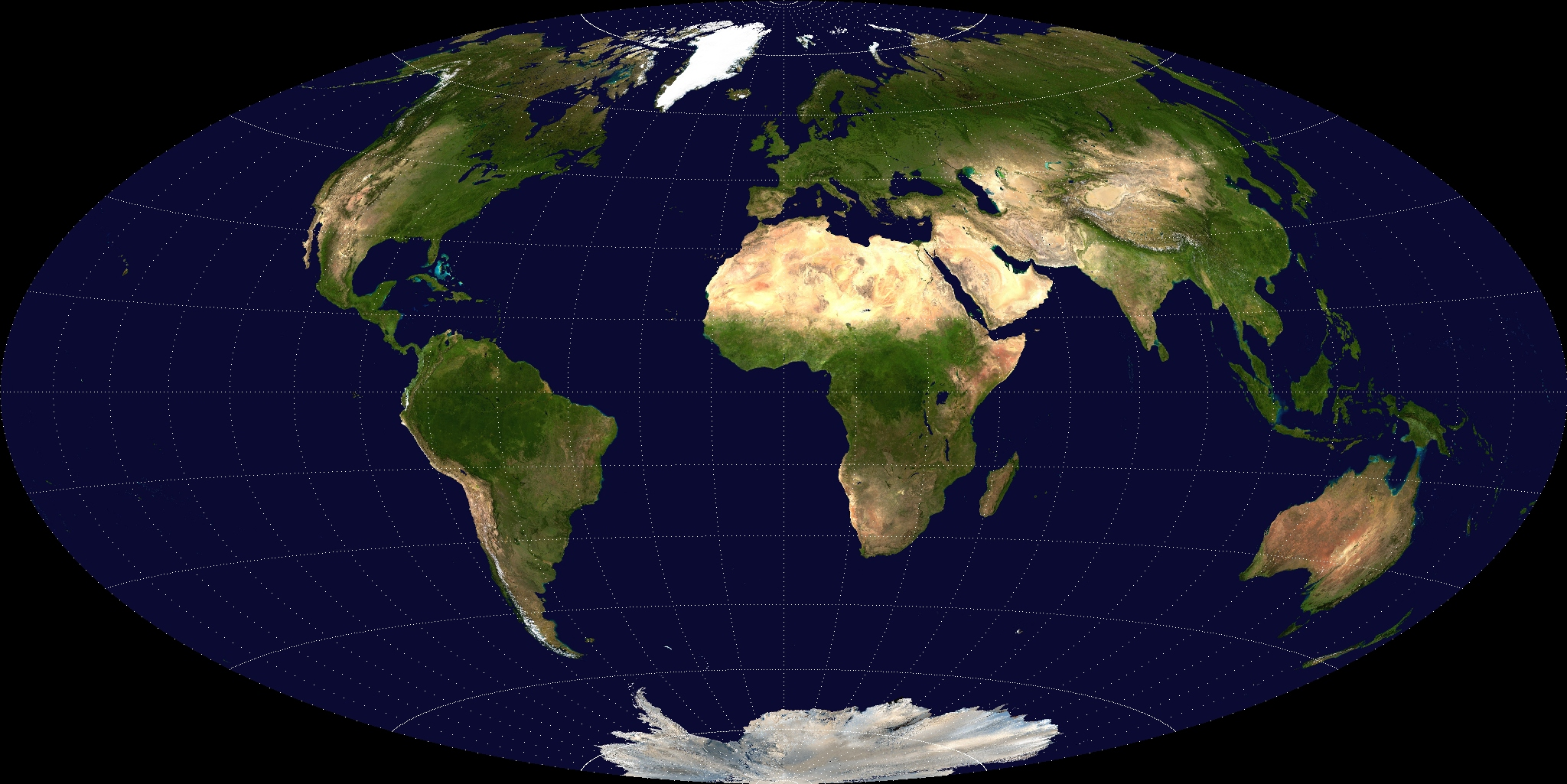
Hammer-Aitov-Projektion

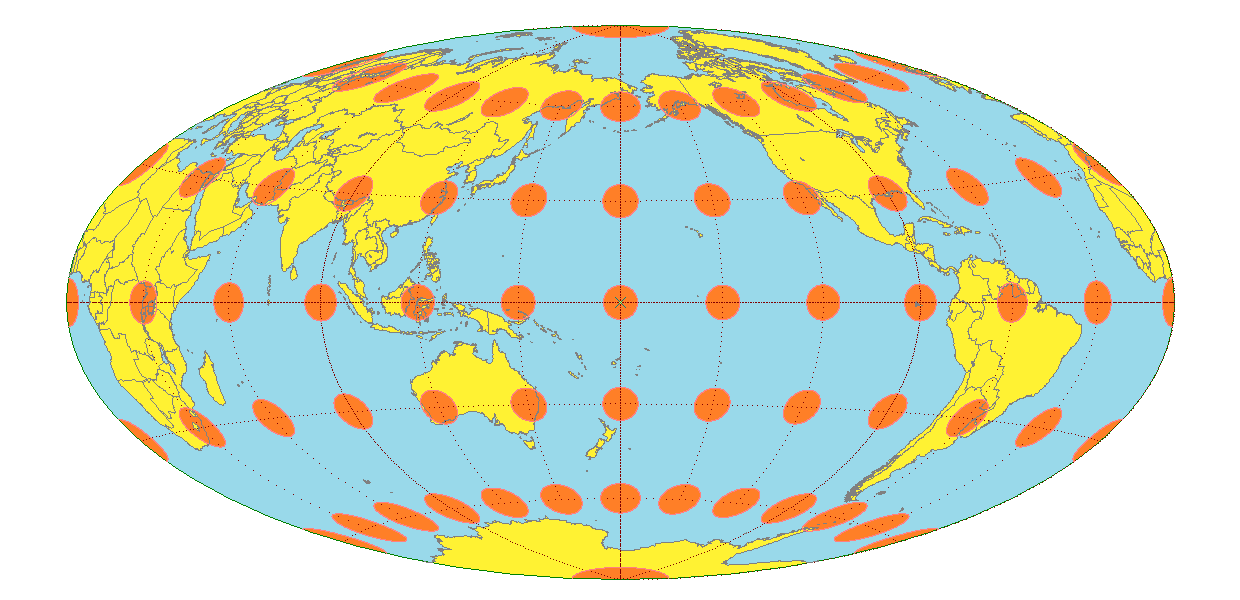
Verzerrungen der Hammer-Aitov-Projektion verdeutlicht mit der Tissotschen Indikatrix

Die Hammer-Aitov-Projektion (auch Hammer-Aitoff-Projektion oder nur Hammer-Projektion genannt) ist eine von Ernst Hammer 1892 vorgeschlagene flächentreue Kartenprojektion, welche die gesamte Erdoberfläche als Ellipse darstellt. Sie basiert auf der Aitov-Projektion von Dawid Aitow, ist aber im Gegensatz zu jener flächen- statt längentreu. Hammer verwendete eine Lambertsche Azimutalprojektion statt der mittabstandstreuen Azimutalprojektion.
Äquator und Mittelmeridian werden maßstabsgetreu und als Gerade wiedergegeben, mit zunehmender Entfernung von diesen nimmt aber auch die Verzerrung sehr stark zu. Üblicherweise ist der Nullmeridian der Mittelmeridian.
Andere Längen- und Breitenkreise werden als Kurven dargestellt. Der dem Mittelmeridian gegenüberliegende Meridian bildet den Außenrand der Karte.
Die Verzerrungen in den Polgegenden sind nicht so stark wie bei der ähnlich aussehenden Mollweide-Projektion.

## Formeln
{\displaystyle x=\mathrm {laea} _{x}\left({\frac {\lambda }{2}},\phi \right)}
{\displaystyle y={\frac {1}{2}}\mathrm {laea} _{y}\left({\frac {\lambda }{2}},\phi \right)}
wobei {\displaystyle \mathrm {laea} _{x}} und {\displaystyle \mathrm {laea} _{y}} die x- und y-Komponenten der flächentreuen Lambertschen Azimutalprojektion sind. Ausgeschrieben:
{\displaystyle x={\frac {2\cdot {\sqrt {2}}\cdot \cos(\phi )\cdot \sin \left({\frac {\lambda }{2}}\right)}{\sqrt {1+\cos(\phi )\cdot \cos \left({\frac {\lambda }{2}}\right)}}}}
{\displaystyle y={\frac {{\sqrt {2}}\cdot \sin(\phi )}{\sqrt {1+\cos \phi \cdot \cos \left({\frac {\lambda }{2}}\right)}}}}
Die Inverse der Projektion wird über eine Zwischenvariable bestimmt:
{\displaystyle z:={\sqrt {1-\left({\tfrac {1}{4}}x\right)^{2}-\left({\tfrac {1}{2}}y\right)^{2}}}}
Längen- und Breitengrad können dann wie folgt berechnet werden:
{\displaystyle \lambda =2\cdot \arctan \left({\frac {z\cdot x}{2\cdot (2z^{2}-1)}}\right)}
{\displaystyle \phi =\arcsin(z\cdot y)}
wobei {\displaystyle \lambda } der Längengrad und {\displaystyle \phi } der Breitengrad ist. Der Abbildungsraum liegt im Bereich {\displaystyle x\in \left[-2{\sqrt {2}}\,,\ +2{\sqrt {2}}\right]} und {\displaystyle y\in \left[-{\sqrt {2}}\,,\ +{\sqrt {2}}\right]}. Aus der Flächengleichung der entstehenden Ellipse {\displaystyle A=a\cdot b\cdot \pi } ergibt sich dadurch die Fläche 
{\displaystyle {\sqrt {2}}\cdot 2\cdot {\sqrt {2}}\cdot \pi =4\cdot \pi }
als Abbildungsfläche der Einheitskugel. Dies entspricht dem Ergebnis der Kugeloberflächengleichung {\displaystyle A_{O}=4\cdot \pi \cdot r^{2}} mit r = 1.
Um reale metrische Größen zu erhalten, müssen die x- und y-Werte mit dem Erdradius multipliziert werden.

## Nachweise
- Flattening the Earth: Two Thousand Years of Map Projections. John P. Snyder, 1993, ISBN 0-226-76747-7, S. 130–133.
- Eric W. Weisstein: Hammer-Aitoff Equal-Area Projection. From MathWorld – A Wolfram Web Resource.
- The Aitoff-Wagner Projection, in John Savard: Map Projections.